# Хроника Анны Магдалены Бах
«Хроника Анны Магдалены Бах» — (нем. Chronik der Anna Magdalena Bach) — черно-белый фильм французских режиссёров Жана-Мари Штрауба и Даниэль Юйе о жизни и творчестве немецкого композитора Иоганна Себастьяна Баха, рассказанных его второй женой Анной Магдаленой Бах. Премьера состоялась 30 июня в 1968 году на 18-м Берлинском международном кинофестивале. Первый фильм, задуманный Жаном-Мари Штраубом, но реализованный только третьим. Картина принесла режиссёрам международное признание.

## Сюжет
Фильм почти полностью состоит из отрывков работ Иоганна Себастьяна Баха, представленных в хронологическом порядке. В фильме освещены события жизни Баха: от пребывания на посту капельмейстера при дворе Ангальта-Кётена до его болезни и смерти. Повествование основано на вымышленном дневнике, написанном второй женой композитора — Анной Магдаленой Бах. Каждый музыкальный отрывок снят с одного неподвижного ракурса, с музыкантами в исторических костюмах, выступающих в местах, где состоялись премьеры исполняемых произведений. Между музыкальными отрывками вставлены фотографии оригинальных рукописей партитур, писем и других документов Баха.

## В ролях
- Густав Леонхардт — Иоганн Себастьян Бах
- Кристиана Ланг — Анна Магдалена Бах
- Паоло Карлини — Хёльцель
- Эрнст Кастелли — Штегер
- Ханс-Петер Бойе — Борн
- Йоахим Вольф — ректор
- Райнер Кирхнер —суперинтендант
- Экарт Брюнтьен — Киттлер
- Вальтер Петерс — Краузе
- Катрин Леонхардт — Катарина Доротея Бах
- Аня Ферманн — Регина Сусанна Бах
- Катя Древац — София Генриетта Бах
- Боб ван Асперен — Иоганн Элиас Бах
- Андреас Пангритц — Вильгельм Фридеман Бах
- Бернд Вайкль — певец
- Вольфганг Шёне — певец
- Карл-Хайнц Лампе — певец
- Николаус Арнонкур — князь Ангальт-Кётенский
- Андреас Пангритц — ректор Эрнести

## Производство
Фильм снимался в течение 8 недель (с августа по октябрь) и был показан на кинофестивале в Утрехте. Съемки проходили в городах Ойтин, Гамбург, Лейпциг, Любек, Люнебург, Нюрнберг и Штаде. В фильме принимали участие ансамбли Concentus Musicus Wien под руководством Николауса Арнонкура, Schola Cantorum Basiliensis под руководством Августа Венцингера и Ганноверский хор мальчиков.